# Cimetière du Calvaire (Los Angeles)
Pour les articles homonymes, voir Cimetière du Calvaire (homonymie).
Le cimetière du Calvaire (en anglais : Calvary Cemetery) est un cimetière catholique que l'archidiocèse de Los Angeles gère dans la communauté d'East Los Angeles, en Californie. Il est également appelé New Calvary Cemetery car il a succédé à un premier cimetière où est actuellement construite la Cathedral High School (en).